# Biblioteca Digital Mundial
La Biblioteca Digital Mundial, BDM (en inglés World Digital Library, WDL), es una biblioteca digital internacional creada por la Biblioteca del Congreso de Estados Unidos y la UNESCO. Fue inaugurada el 21 de abril de 2009 en París (Francia), sede de la Unesco.
Sus objetivos son promover el entendimiento internacional e intercultural; aumentar el volumen y la variedad de los contenidos culturales en Internet; proporcionar recursos a educadores, académicos y público en general; y conseguir, con la participación de instituciones de diversos países, la reducción de la brecha digital tanto entre países cuanto entre la población de cada uno de ellos, la gestión internacional e intranacional.
Además, se propone ampliar contenidos en idiomas, distintos al inglés, así como de origen no occidental y facilitar el acceso gratuito y multilingüe a caudales espirituales provenientes de todas las distintas culturas del mundo. El material disponible incluye manuscritos, mapas, libros raros, partituras musicales, grabaciones, películas, fotografías, documentos de arquitectura, así como otros materiales culturales.
En su apertura la biblioteca disponía de 1170 documentos, y su página web era accesible en árabe, chino, español, francés, inglés, portugués y ruso.

## Historia
Después de veinte años de ausencia, los Estados Unidos de América restablecieron la delegación permanente en Organización de las Naciones Unidas para la Educación, la Ciencia y la Cultura (UNESCO) en el año 2003. James H. Billington, Bibliotecario de la Biblioteca del Congreso de Estados Unidos - Library of Congress, fue nombrado miembro de dicha comisión e invitado para impartir una conferencia en la Conferencia anual en 2005. Su conferencia se tituló Una mirada a la Biblioteca Digital Mundial en la que describió un panorama en el que las más preciadas colecciones de todo el mundo que distintas instituciones, bibliotecas y museos han conservado podrían estar abiertas al mundo gratuitamente y de manera más accesible de lo que nunca antes habían estado'.
La empresa Google fue el primer miembro de la corporación de carácter público/privada y en 2005 donó 3 millones de dólares para apoyar su desarrollo.
En el Congreso anual de la comisión de 2006, John Van Oudenaren, consejero principal de la Biblioteca Digital Mundial, expuso un proyecto en el que se recogía la visión de Billington. Lo primero era conseguir la participación y los miembros necesarios para poder desarrollar los aspectos fundamentales del proyecto: estructura, material, gobierno y financiación. Este objetivo se logró en diciembre de 2006, cuando 45 directores de la biblioteca nacional, los directores técnicos de la biblioteca, y los representantes culturales y educativos de la UNESCO se encontraron en París para discutir el desarrollo de la Biblioteca Digital Mundial. Los distintos grupos de trabajo se volvieron a reunir en el primer semestre de 2007 e incluyeron a profesionales de numerosos campos. Los grupos de trabajo presentaron sus resultados al grupo más grande en julio de 2007 y los definitivos de este proceso fueron presentados en la 34.ª sesión de la conferencia general de la UNESCO en octubre de 2007 en París, Francia. A principios de septiembre de 2008, la Organización de los Estados Americanos (OEA) acordó su apoyo y participación junto con la Biblioteca del Congreso. El secretario general de la OEA, José Miguel Insulza firmó el "Convenio de participación" junto con el bibliotecario del congreso, James Billington.

### Material importante accesible
Inicialmente el material que incluye es el siguiente: Genji Monogatari; la primera mención azteca de Jesús de Nazaret; textos antiguos árabes que fueron usados en la creación del álgebra; pinturas —antílopes heridos— de África con 8000 años de antigüedad; el Planisferio de Waldseemüller, el mapa más antiguo que menciona el nombre de América; el Codex Gigas; Samuel de Champlain's 'Des Sauvages'; una grabación de sonido hecha en 1906 sobre la Esclavitud en Estados Unidos; pósteres sobre la Segunda Guerra Mundial; un manual para inmigrantes escandinavos de 1899 editado por el Gobierno de Suecia; un manual de Doctrina cristiana, en lengua española y tagalo, la primera edición en español y en tagalo; una traducción de la Biblia al aleutiano hecha por un ruso; manuscritos islámicos de Mali; Hyakumanto Darani; fotografías de la China Imperial, el Imperio otomano y Rusia zarista; escritura de oráculos sobre huesos chinos; la primera grabación de La Marsellesa; la primera película realizada por los Hermanos Lumière; una reproducción fotolitográfica de la Constitución de la India; caligrafía de Prem Behari Narain Raizda; y la Crónica de Núremberg.

## Miembros
- Navegar por Institución

Miembros de la Biblioteca Digital Mundial (2009):
- Bibliotheca Alexandrina
- Brown University Library
- Center for the Study of the History of Mexico
- Qatar Foundation
- Columbus Memorial Library
- Instituto Nacional de Antropología e Historia
- International Federation of Library Associations and Institutions
- Iraq National Library and Archive
- John Carter Brown Library
- King Abdullah University of Science and Technology
- Library of Congress
- Mamma Haidara Commemorative Library
- National Archives and Records Administration
- National Central Library
- Biblioteca Nacional de la Dieta
- Egyptian National Library and Archives
- National Institute of Anthropology and History
- Biblioteca Nacional de Brasil
- Biblioteca Nacional de Chile
- Biblioteca Nacional de China
- Biblioteca Nacional de Francia
- Biblioteca Nacional de Israel
- Biblioteca Nacional Rusa
- Biblioteca Nacional de Serbia
- Biblioteca Nacional de Suecia
- Biblioteca Nacional de Uganda
- Royal Netherlands Institute of Southeast Asian and Caribbean Studies
- Biblioteca del Estado Ruso
- St. Mark Coptic Library
- Tetouan-Asmir Association
- University Library in Bratislava
- University of Pretoria Library
- Wellcome Library
- Yale University Library
- Yeltsin Presidential Library

## Tipo de licencia
Aunque el acceso a la biblioteca es gratuito, el contenido está sujeto a los derechos de autor y términos de licencia que tengan atribuidas por los miembros participantes.